# Mark Whiten
Mark Anthony Whiten (né le 25 novembre 1966 à Pensacola, Floride, États-Unis) est un ancien joueur professionnel de baseball. 
Joueur de champ extérieur, il évolue dans la Ligue majeure de baseball pour 8 équipes différentes de 1990 à 2000. Il partage deux records des majeures : 4 circuits dans un même match et 12 points produits en un même match, à la suite d'une performance réalisée pour les Cardinals de Saint-Louis le 7 septembre 1993. 

## Carrière
Mark Whiten est réclamé au 5e tour de sélection du repêchage amateur de 1986 par les Blue Jays de Toronto. Il fait ses débuts dans le baseball majeur avec le 12 juillet 1990 avec Toronto mais ne joue avec les Blue Jays que 79 matchs étalés sur deux saisons. Le 27 juin 1991, Toronto échange Whiten, le joueur de champ extérieur Glenallen Hill et le lanceur gaucher Denis Boucher aux Indians de Cleveland contre le lanceur droitier Tom Candiotti et le joueur de champ extérieur Turner Ward. Joueur pour Cleveland en 1991 et 1992, il est échangé aux Cardinals de Saint-Louis contre le lanceur droitier Mark Clark (en) durant le camp d'entraînement de 1993. Au début de la saison 1995, Saint-Louis transfère Whiten et le lanceur gaucher Rhéal Cormier aux Red Sox de Boston en retour du lanceur droitier Cory Bailey et du joueur de troisième but Scott Cooper. Il termine la saison 1995 avec les Phillies de Philadelphie, qui le 24 juillet l'acquièrent des Red Sox en échange du joueur de troisième but Dave Hollins. Il partage la saison 1996 entre trois clubs : les Phillies, les Braves d'Atlanta et les Mariners de Seattle. Après une saison 1997, il complète sa carrière chez les Indians de Cleveland, qu'il retrouve pour 88 matchs en 1998, mais avec qui il ne joue que 8 et 6 matchs, respectivement, lors des saisons 1999 et 2000. En 1998, il participe pour la seule fois de sa carrière aux séries éliminatoires, jouant deux matchs de la Série de championnat perdue par Cleveland face aux Yankees, mais contribuant un circuit d'un point contre le lanceur Andy Pettitte dans le 3e match, gagné 6-1,.
En 940 matchs joués au total sur 11 saisons dans les majeures, Mark Whiten compte 804 coups sûrs dont 105 circuits, 423 points produits, 465 points marqués et 78 buts volés. Sa moyenne au bâton en carrière s'élève à ,259 et sa moyenne de présence sur les buts à ,341.

### Match de 4 circuits et 12 points produits
Le 7 septembre 1993, Mark Whiten passe à l'histoire dans le second match d'un programme double entre les Cardinals de Saint-Louis et les Reds de Cincinnati au domicile de ces derniers, le Riverfront Stadium. Dans une victoire de 15-2, Whiten devient le 12e joueur de l'histoire des majeures à frapper 4 circuits en un seul match, égalant le record. Avec 12 points produits dans ce match, Whiten égale de plus le record des majeures établi en 1924 par un autre joueur des Cardinals, Jim Bottomley. 
Dès la première manche de ce match historique, Whiten frappe un grand chelem (un coup de circuit bon pour 4 points) contre le lanceur Larry Luebbers ; il ajoute des circuits de 3 points chacun en 6e et 7e manches contre le lanceur Mike Anderson, faisant ce jour-là ses débuts dans les majeures ; il gonfle ensuite son total à 12 points produits avec son 4e circuit de la rencontre, une frappe de deux points en 9e manche contre le lanceur Rob Dibble. 
Ayant produit un point dans le premier match de la journée, Whiten compte 13 points produits durant le programme double, égalant le record des majeures établi par Nate Colbert des Padres de San Diego lors de deux parties joués le même jour contre Atlanta le 1er août 1972.